# Wounded Rhymes
«Wounded Rhymes (укр. «Поранені Рими») — другий студійний альбом шведської співачки Lykke Li, випущений 24 лютого 2011 LL Recordings. Записаний в Лос-Анджелесі, альбом був спродюсований Бйорном Ютлінгом з Peter Bjorn And John, який також займався виробництвом дебютного альбому Лі, Youth Novels (2008). Після релізу Wounded Rhymes отримав визнання музичних критиків, які розглядали його як поліпшення в порівнянні з попереднім альбомом.

## Список композицій
1. "Youth Knows No Pain" - 2:59
2. "I Follow Rivers" - 3:48
3. "Love Out of Lust" - 4:43
4. "Unrequited Love" - 3:11
5. "Get Some" - 3:22
6. "Rich Kids Blues" - 3:01
7. "Sadness Is a Blessing" - 4:00
8. "I Know Places" - 6:06
9. "Jerome" - 4:22
10. "Silent My Song" - 5:24